# Uradni list Republike Slovenije
Uradni list Republike Slovenije ali s kratico ULRS je slovenska revija, ki objavlja zakone in uredbe.
Republika Slovenija je demokratična država, ki jo ureja ustava. Ta določa, da morajo biti vsi predpisi javno objavljeni preden postanejo pravnomočni. Rok oziroma čas od objave do veljave predpisa, imenujemo »vacatio legis«. V tem času imajo državljani možnost seznaniti se z vsebino predpisa oziroma akta, pristojni državni organi pa jim morajo to možnost zagotoviti. »Vacatio legis« je tudi pogoj za legitimnost predpisov. 
Njena dejavnost je urejena z Zakonom o Uradnem listu Republike Slovenije (1. člen v Uradnem listu številka 112/2005). Izhaja po načelu enotne izdaje. Celotna posamezna številka ima isto skupno letno zaporedno številko, isti datum izdaje in tekoče letno oštevilčenje strani. Glasilo se po vsebini deli na 3 snope, in sicer na uredbeni del, razglasni del in mednarodne pogodbe:
- Uredbeni del vsebuje zaporedno številko objave akta. Objavlja ustavo, zakone in ostale akte Državnega zbora, Državnega sveta, Vlade in ministrstev.
- Razglasni del objavlja javne razpise, javne natečaje, vpise v sodni register, preklice in ostale objave, za katere je zakonsko določena objava v Uradnem listu. Nastopa kot samostojni del in spada v samo sredino Uradnega lista. Strani so posebej tekoče letno oštevilčene.
- Mednarodne pogodbe obvezujejo Slovenijo in so ratificirane z zakonom ali vladno uredbo. V tem delu uradnega glasila najdemo tudi akte Državnega zbora o notifikaciji nasledstva mednarodnih pogodb in obvestila Ministrstva za zunanje zadeve o začetku/prenehanju veljavnosti mednarodnih pogodb. Objavljajo se z lastnim tekočim številčenjem izdaje, aktov in strani.

Od 1. januarja 2006 dalje, ko je v veljavo stopila sprememba Zakona o Uradnem listu Republike Slovenije (Uradni list, številka 57/96 in 90/05), je Uradni list dostopen tudi brezplačno, preko spletnega dostopa. Elektronska izdaja je enakovredna tiskani. Do spletne povezave Uradnega lista je možno pristopiti na uradni spletni strani.